# Атман
А́тман — душа, особистість або власне «я» в індуїзмі та буддизмі.
В індуїстській традиції Упанішад вважається незмінюваною, вічною сутністю в колі перероджень, ототожнюється з абсолютним духом — Брагманом. Означає суб'єктивну психологічну першооснову буття, душу як в індивідуальному, так і в універсальному значенні.
У буддистській традиції існування атмана як реальної субстанції заперечується; віра в його існування вважається одним з найбільших гріхів, перепоною на шляху просвітлення.